# Rödskuldrad tangara
Rödskuldrad tangara (Tachyphonus phoenicius) är en fågel i familjen tangaror inom ordningen tättingar.

## Utseende
Hane rödskuldrad tangara är en nästan helsvart fågel med en ofta dold fläck i rött och vitt på skuldran. Honan är grå och brun. 

## Utbredning och systematik
Fågeln förekommer i Guyanaregionen, södra Venezuela, nordöstra Peru och Amazonområdet i Brasilien. Den behandlas som monotypisk, det vill säga att den inte delas in i några underarter.

## Levnadssätt
Rödskuldrad tangara hittas i savannbuskmark på eroderade och sandiga jordar. Den kan också ses utmed savannkanter och i fläckar med torr vegetation på klippiga utsprång i regnskog.

## Status
Arten har ett stort utbredningsområde och beståndet anses vara stabilt. Internationella naturvårdsunionen IUCN listar den därför som livskraftig (LC).